# Iglesia de San Isidro Labrador (El Ejido)
La Iglesia de San Isidro Labrador se erige en la ciudad almeriense de El Ejido (Almería) en el año 1954; siendo Párroco Don José Jiménez Sánchez. Fue Consagrada al culto por el entonces párroco Don José Jiménez en nombre del arzobispo de Granada, ya que la parroquia en un principio pertenecía a la archidiócesis de Granada. 
La Iglesia ocupa un solar de forma rectangular con 686 metros cuadrados con  76 decímetros cuadrados de superficie. Su planta adopta la forma tradicional de Cruz latina, completándose el rectángulo con las Capillas Laterales, la Sacristía y la Torre. La nave principal y la del crucero tienen 9 metros de altura interior, siendo la longitud de la principal, incluido el Presbiterio , de 33 metros con 40 centímetros.
En el centro del crucero se eleva una cúpula central que sirve para la mayor iluminación del templo. Es de estilo neoclásico ya que se diseñó con elementos arquitectónicos inspirados en otras épocas pasadas como por ejemplo arcos apuntados u ojivales, vanos redondos y una portada realizada en ladrillo en la fachada principal compuesta por un arco de medio punto, dos pilastras y un vano cuadrado rematado por un frontón con una cruz en la parte superior flanqueados por dos pináculos adosados. Además destaca la placa conmemorativa de piedra con epigrafía latina en la que indica el año de dedicación del templo. 

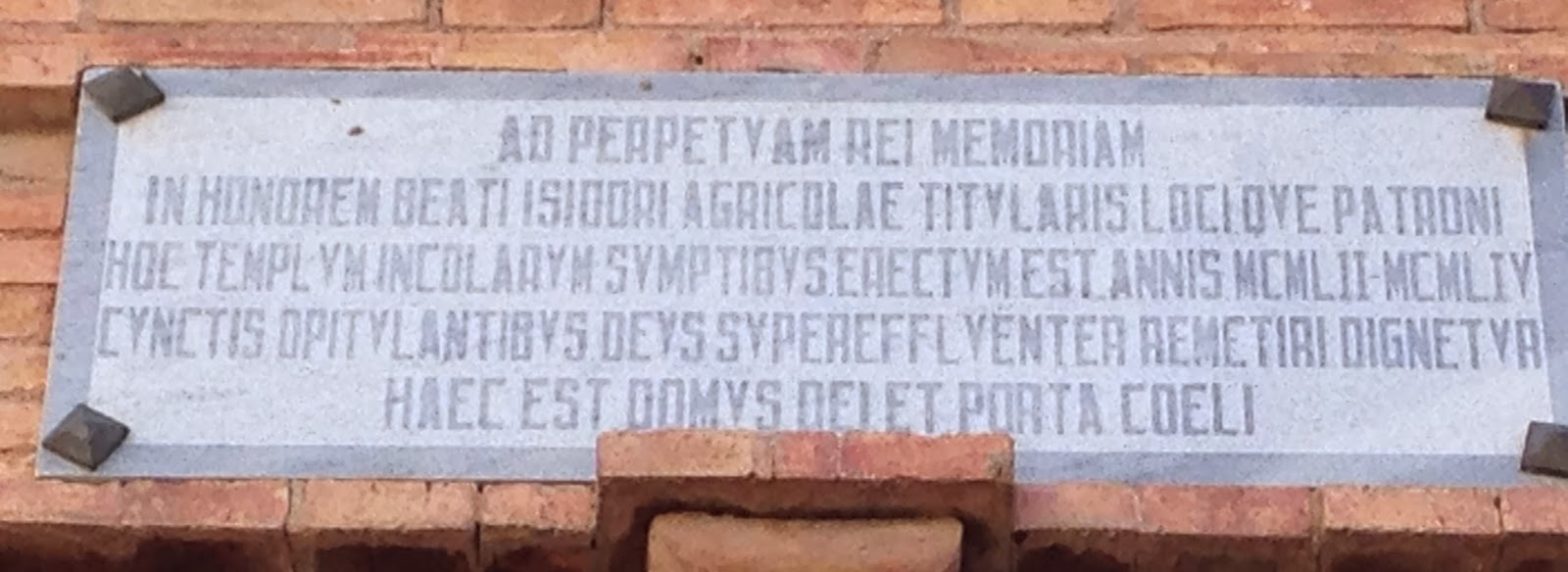
Placa conmemorativa en la fachada principal de la parroquia.

En dicha placa se puede leer lo siguiente: "A LA PERPETUA MEMORIA DEL GRAN ACONTECIMIENTO EN HONOR DEL BIENAVENTURADO SAN ISIDRO LABRADOR, PATRÓN TITULAR DE ESTE PUEBLO.
ESTE TEMPLO FUE CONSTRUIDO CON LAS GENEROSAS APORTACIONES DE TODOS SUS HABITANTES, DURANTE LOS AÑOS 1952 AL 1954, DEDICANDO A OBRAS DE CARIDAD LO QUE SUPERARON DICHAS OBRAS, RECORDANDO QUE ESTE TEMPLO ES DIGNA CASA DE DIOS Y PUERTA DEL CIELO". 
Cuenta con tres puertas de entrada, una en la fachada principal que da a la Plaza del Párroco José Jiménez, y dos en las laterales.

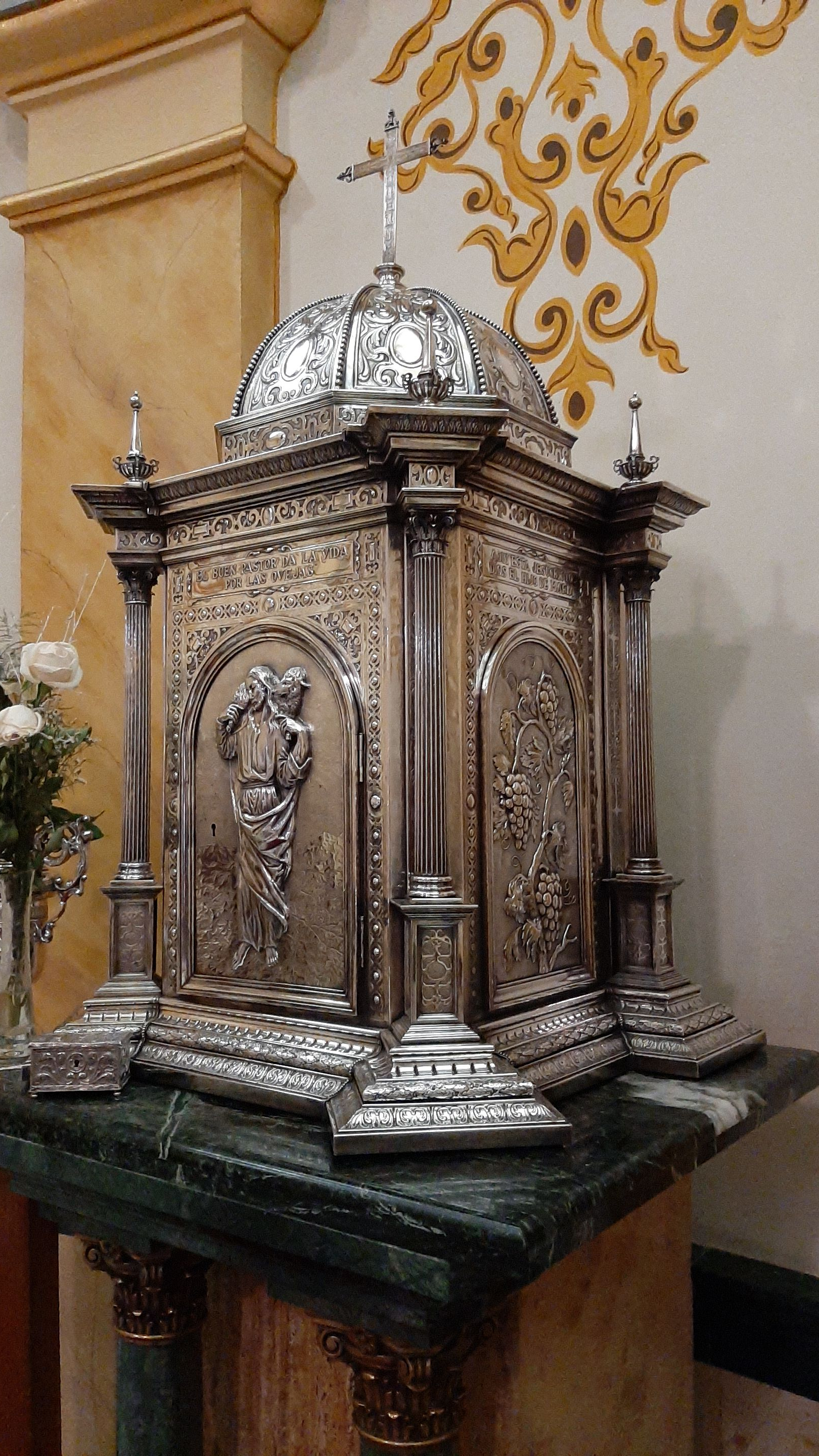
Sagrario de la parroquia.

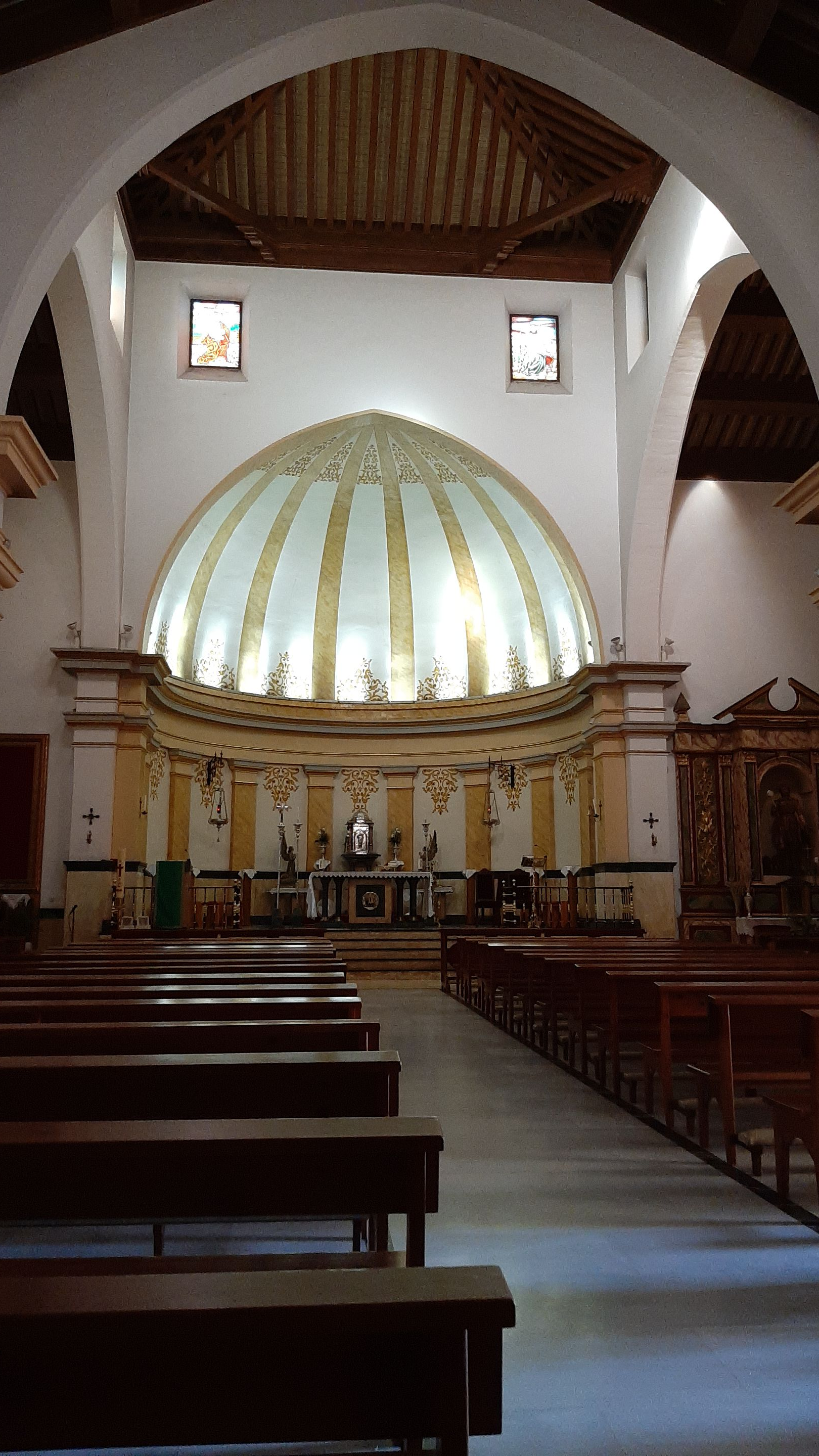
Vista general del interior de la parroquia.

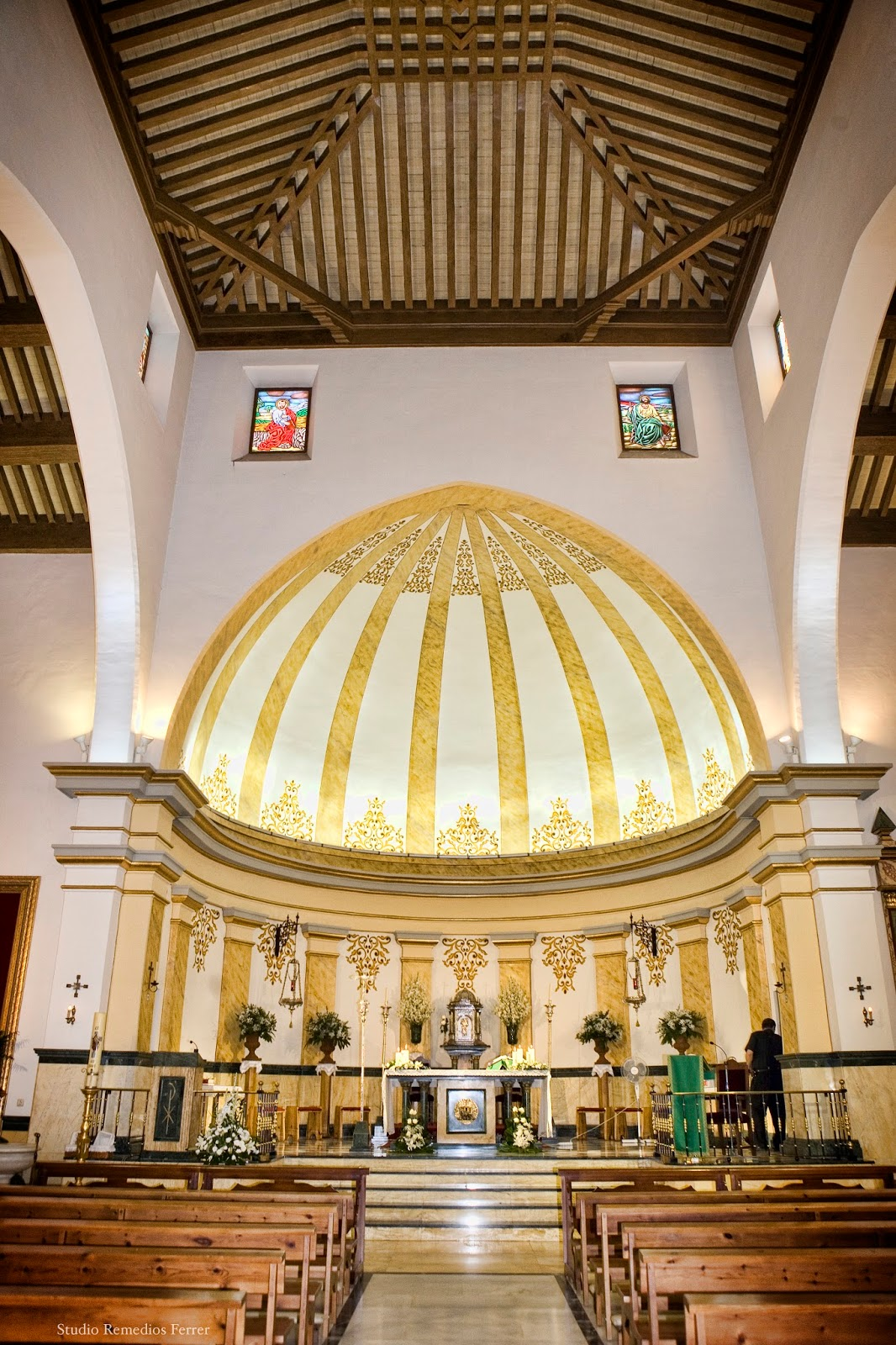
Vista del ábside y el altar.

| Capillas Laterales (De Izquierda a Derecha) | Capillas Laterales (De Izquierda a Derecha) |
| ------------------------------------------- | --- |
| Primera Capilla                             | Baptisterio en la que a su vez se venera la imagen de la Virgen del Carmen |
| Segunda Capilla                             | En ella se rinde culto a San Marcos evangelista |
| Tercera Capilla                             | En ella se rinde culto a Nuestra Señora de la Soledad y al Santo Sepulcro |
| Cuarta Capilla                              | En ella se rinde culto a San José Obrero y la Patrona y Alcaldesa Honorífica de la Ciudad la Divina Infantita. |
| Quinta Capilla                              | En ella se hallan las veneradas imágenes de San Isidro Labrador, Patrón de la Ciudad y a quien se dedica el Templo con una Reliquia del Santo y de Santa María de la Cabeza, la cual también se encuentra con una Reliquia. En ella también se rinde culto al Sagrado Corazón de Jesús |
| Sexta Capilla                               | En esta se rinde culto a la Advocación y Dogma de la Santa Madre Iglesia la Inmaculada Concepción |
| Séptima Capilla                             | En esta se encuentra al Santísimo Cristo de la Misericordia |

| Párrocos desde el Año 1951     | Párrocos desde el Año 1951 |
| ------------------------------ | -------------------------- |
| P. José Jiménez Sánchez        | 1951 - 1972                |
| P. Juan Pardo Jiménez          | 1972 - 1976                |
| P. Francisco Navarrete Serrano | 1976 - 1999                |
| P. Juan José Martín Campos     | 1999 - 2003                |
| P. Francisco Sáez Rozas        | 2003 - 2011                |
| P. Alejandro E. Moreno Pérez   | 2011 - 2019                |
| P. Mariano Delgado García      | 2019 - Actualidad          |

- Datos: Q56316231
- Multimedia: Iglesia de San Isidro Labrador (El Ejido) / Q56316231